# 혼다 프렐류드
혼다 프렐류드(Honda Prelude)는 1978년부터 2001년까지 혼다에서 생산한 전륜구동 스포츠 쿠페이다.